# Jama (Ochotskisches Meer)
Die Jama (russisch Яма) ist ein 285 km langer Zufluss des Ochotskischen Meeres in der Oblast Magadan im Fernen Osten Russlands.

## Flusslauf
Die Jama bildet den Abfluss des Bergsees Grand (Озеро Гранд), 15 km südöstlich der Ortschaft Atka. Der Fluss fließt anfangs nach Osten. Auf seinen ersten 15 Kilometern heißt der Fluss Maimandscha. Nach drei Kilometern trifft der Tengkeli von Norden kommend auf die Maimandscha. Unterhalb der Einmündung des ebenfalls von Norden kommenden Maimatschan heißt der Fluss dann „Jama“. Die Jama fließt anfangs etwa 70 km nach Osten. Dabei durchschneidet der Fluss das Maimandschagebirge. Anschließend wendet er sich nach Süden und verlässt nach weiteren 90 km das Bergland. Nahe der Küste wendet sich die Jama auf ihren unteren 100 Kilometern nach Südosten. Sie ist auf diesem Abschnitt stark verflochten. Schließlich erreicht die Jama 190 km östlich der Oblasthauptstadt Magadan die Perewolotschny-Bucht, eine lagunenartige Bucht an der Westküste der Schelichow-Bucht im Norden des Ochotskischen Meeres. Südlich der Mündung befindet sich die Siedlung Jamsk.
Ein Teilbereich des Magadaner Naturreservates erstreckt sich auf einer Länge von 40 km entlang dem Unterlauf der Jama.

## Hydrologie
Die Jama entwässert ein Areal von 12.500 km². Der mittlere Abfluss beträgt 150 m³/s. Der Fluss wird sowohl von der Schneeschmelze als auch von Niederschlägen gespeist.

## Fischfauna
In der Jama kommen u. a. Ketalachs, Buckellachs, Silberlachs sowie Saiblinge und Äschen vor.